# Okręg wyborczy Brentford
Okręg wyborczy Brentford powstał w 1885 r. i wysyłał do brytyjskiej Izby Gmin jednego deputowanego. Okręg obejmował miasto Brentford w hrabstwie Middlesex. Został zlikwidowany w 1918 r.

## Deputowani do brytyjskiej Izby Gmin z okręgu Brentford
- 1885–1886: Octavius Coope, Partia Konserwatywna
- 1886–1906: James Bigwood, Partia Konserwatywna
- 1906–1910: Vickerman Rutherford, Partia Liberalna
- 1910–1911: lord Alwyne Compton, Partia Konserwatywna
- 1911–1918: William Joynson-Hicks, Partia Konserwatywna